# Mateřídouška úzkolistá
Mateřídouška úzkolistá (Thymus serpyllum) je aromatická léčivá a medonosná rostlina z čeledi hluchavkovitých. Roste v severní části Evropy (včetně Česka) a na Sibiři. 

## Popis
Mateřídouška je drobná bylina nebo polokeř s plazivou, u země dřevnatějící, monopodiálně větvenou lodyhou vysokou max. 30 cm. Po rozemnutí je pro ni typická jemná vůně. Listy jsou čárkovité, kopinaté až úzce obvejčité, boční žilky se ani na okrajích nespojují. Květy jsou drobné a fialové, v lichopřeslenech uspořádaných do kulovitého koncového lichoklasu. Kvete v červenci až srpnu.

## Výskyt
Vyskytuje se v severní polovině Evropy až do nadmořských výšek alpínského pásma a na západní Sibiři. Roste převážně na písčinách, mezích nebo ve světlých borových lesích. Preferuje písčité substráty kyselé nebo neutrální reakce. V ČR se vyskytuje roztroušeně na většině území, hojnější je v severozápadních a středních Čechách (okolí Prahy, Podkrušnohoří, Polabí), v podhůří Šumavy, na Znojemsku či Hodonínsku. Patří zde mezi vzácnější druhy vyžadující pozornost (kategorie C4a).

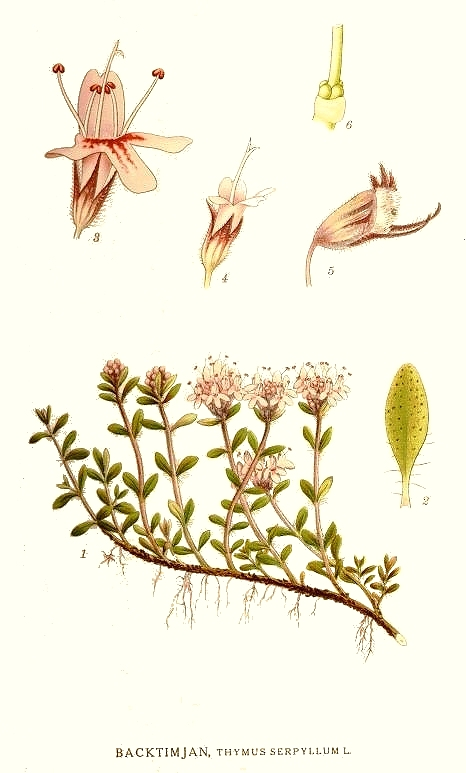
Mateřídouška úzkolistá: ilustrace

## Použití
Mateřídouškový čaj je účinný pří onemocněních horních cest dýchacích (kašel, chřipka, zánět průdušek), při poruchách zažívání spojených s plynatostí a kolikami (zvyšuje vylučování žaludečních šťáv). Rovněž navozuje klid, příjemný spánek, pomáhá při bolestech hlavy, závratích a nervových slabostech.

## Účinné látky
Obsahuje množství silic (thymol, cymol, karvakrol, linalol, terpineol), kyselinu ursolovou, flavonoidy, flavony, karvanol, třísloviny a hořčiny.